# Žan Pelko
Žan Pelko (* 28. September 1990) ist ein slowenischer Fußballtorwart.

## Karriere

### Zeit in Slowenien
Pelko spielte in seiner Jugend unter anderem beim NK Triglav Kranj aus der viertgrößten Stadt Sloweniens. Nach regelmäßigen Einsätzen im vereinseigenen Nachwuchs, saß er bereits als 16-Jähriger in der Saison 2016/17 auf der Ersatzbank der Herrenmannschaft. Bereits 2005/06 brachte es der junge Torhüter zu regelmäßigen Einsätzen in der Slovenska kadetska liga und war spätestens in der Spielzeit 2006/07 Stammtorhüter dieser Nachwuchsmannschaft. Zur nachfolgenden Saison 2007/08 wurde Pelko zwei Mal verliehen. Während er den Herbst beim Lokalklub NK Sava Kranj verbrachte und in der 2. Slovenska Mladinska Liga Zahod zum Einsatz kam, absolvierte er das Frühjahr in der Jugend des NK Britof mit Spielbetrieb in der 1. Slovenska Mladinska Liga. In weiterer Folge kehrte er wieder zu seinem Stammverein zurück und absolvierte die Spielzeit 2008/09 bei der Mannschaft in der 1. Slovenska Mladinska Liga, ehe ihm im darauffolgenden Spieljahr der Durchbruch in die Herrenmannschaft gelang. Sein Debüt in der 2. SNL gab er im September 2009, als er am sechsten Spieltag der Saison 2009/10 gegen den NK Aluminij in der 54. Minute für Miha Gracar eingewechselt wurde. Zu Saisonende stieg er mit Triglav Kranj in die 1. SNL auf und hatte es bis zu diesem Zeitpunkt auf zwei Zweitligaeinsätze gebracht. In der slowenischen Erstklassigkeit debütierte er daraufhin im September 2010, als er am elften Spieltag der Saison 2010/11 gegen den NK Celje in der Startelf stand. Bis Saisonende folgten noch 15 weitere Ligaspiele, konnte sich dabei jedoch erst ab Mitte März 2011 als Stammkraft etablieren. Als Stammtorhüter im Cup schaffte er es mit der Mannschaft in dieser Saison bis ins Viertelfinale und wurde in drei der vier Spiele seines Teams eingesetzt.
In der Slovenska Nogometna Liga 2011/12 brachte er es auf eine ähnliche Anzahl von Pflichtspieleinsätzen und musste sich, wie bereits in der Saison davor, mit Miha Gracar um die Position als Stammtorhüter messen. Hinzu kamen auch noch einige Einsätze der Neuverpflichtung Darjan Curanović. Als Mannschaft mit der schlechtesten Tordifferenz beendete der NK Triglav Kranj die Saison auf dem neunten und damit vorletzten Tabellenplatz, woraufhin er in die Relegation gegen den Zweitplatzierten der Druga Slovenska Nogometna Liga musste. Nach diesen hätte Pelko, der im Hinspiel gegen den NK Dob das Tor seiner Mannschaft hütete, mit dem Team in die zweite slowenische Liga absteigen müssen. Da der Verein aus dem Dorf Dob bei Domžale aus finanziellen Gründen nicht aufsteigen durfte, verblieb der junge Torhüter mit seinem Verein weiterhin in der höchsten Fußballliga des Landes. 2012/13 konnte Pelko weitgehend als Stammtorhüter verdrängen und kam in insgesamt 27 Ligapartien zum Einsatz. Hinzu kamen auch fünf Einsätze im Pokal Slovenije 2012/13, in dem der Klub erst im Halbfinale gegen den späteren Pokalsieger NK Maribor ausschied. Nach dem Abgang von Miha Gracar am Ende der Spielzeit kämpfte er 2013/14 mit dem bereits erwähnten Darjan Curanović um die Position als Stammtorwart, wobei beide unter Trainer Siniša Brkić auf 17 Ligaeinsätze kamen und auch Jugendspieler Grega Sorčan sein Profidebüt gab. Nach 36 Runden rangierte Triglav Kranj auf dem letzten Platz und musste den direkten Abstieg in die 2. SNL antreten.

### Von der 3. SNL nach Österreich
Diesen vollzog Pelko nicht mehr mit seiner Mannschaft, sondern wechselte noch eine Spielklasse tiefer zum Amateurklub NK Kranj. Beim slowenischen Drittligisten kam er unter dem erfahrenen Janez Zupančič in 13 Liga- und zwei Pokalspielen zum Einsatz, wobei er am 15. November 2014 in seinem letzten Spiel, einem 6:0-Auswärtserfolg über den NK Britof, in der 87. Spielminute ein Elfmetertor erzielte. In der nachfolgenden Winterpause wechselte er über den Loiblpass ins rund 80 Kilometer entfernte Ulrichsberg nach Österreich. Beim Verein aus der zwischen Sankt Veit an der Glan und Klagenfurt befindlichen Ortschaft kam er in der ersten Kampfmannschaft mit Spielbetrieb in der Unterliga Ost, österreichweit gesehen die fünfte Spielklasse, zum Einsatz. Bei 13 von 14 möglich gewesenen Ligaeinsätzen im Frühjahr agierte Pelko als Stammkraft und blieb dem Verein auch in der nachfolgenden Spielzeit 2015/16 treu. Von 30 Meisterschaftspartien war er in 26 im Tor des SC Ulrichsberg und verließ den Verein nach insgesamt 39 Ligaspielen in der Sommerpause zum SK Austria Klagenfurt.
Zur Saison 2016/17 kam er beim Regionalligisten umgehend als Nummer 1 zum Einsatz und war in 29 von 30 Spielen im Tor der Klagenfurter. Über die gesamte Spielzeit auf den hinteren Tabellenplätzen vertreten, beendete SK Austria Klagenfurt die Saison auf dem zwölften Rang. Im ÖFB-Cup 2017/18 verhalf er seiner Mannschaft bis ins Viertelfinale, wo das Team dem späteren Finalisten FC Red Bull Salzburg deutlich mit 0:7 unterlag. In der nachfolgenden Spielzeit 2017/18 brachte er es abermals auf 29 Einsätze und schaffte es mit seinem Team im Endklassement auf dem fünften Tabellenplatz. Aufgrund der Ligareform und der damit einhergehenden Schaffung einer neuen 2. Liga, für die die Verantwortlichen des SK Austria Klagenfurt einen Zulassungsantrag stellten, der in weiterer Folge auch genehmigt wurde, stiegen die Kärntner in die nunmehrige zweithöchste Spielklasse des Landes auf.
Anfangs noch als Stammtorhüter eingesetzt, musste Pelko bereits Ende August bzw. Anfang September dem Steirer Christoph Nicht für zwei Ligapartien den Vortritt lassen. Danach absolvierte er jedoch wieder vier Meisterschaftsspiele rutschte aber Mitte Oktober als Nummer 2 der Klagenfurter zurück. Als sich Nicht im November einen Kreuzbandriss zuzog und für den Rest der Saison verletzungsbedingt ausfiel, musste Pelko dem Deutschen Michael Zetterer den Vortritt lassen und blieb hinter diesem die Nummer 2. In den beiden letzten Saisonspielen brachte er es nochmal zu zwei Ligaauftritten und beendete die Saison 2018/19 mit den Kärntnern auf dem achten Tabellenplatz. In der Saison 2019/20 absolvierte er alle 30 Spiele für die Kärntner und wurde zum besten Torwart der Liga ausgezeichnet. Dennoch wurde sein Vertrag bei Klagenfurt nicht verlängert und er verließ den Verein nach der Saison 2019/20.

### Wechsel in die Slowakei und Rückkehr nach Österreich
Nach einem halben Jahr ohne Verein wechselte Pelko im Februar 2021 in die Slowakei zum Erstligisten FC Zlaté Moravce. Bei Zlaté Moravce konnte er sich allerdings nicht gegen Stammtorhüter Adrián Chovan durchsetzen und kam bis Saisonende nur einmal in der Fortuna liga zum Einsatz. Zur Saison 2021/22 kehrte der Slowene daraufhin wieder nach Österreich zurück und schloss sich dem viertklassigen DSV Leoben an. Mit Leoben schaffte er bis 2023 den Durchmarsch in die 2. Liga. In dieser kam er in der Saison 2023/24 zu 18 Einsätzen, ehe Leoben nach nur einer Spielzeit die Zulassung wieder entzogen wurde. Pelko ging mit den Leobnern anschließend auch wieder in die Regionalliga, ehe er den Verein im Januar 2025 verließ.
Nach einem Halbjahr ohne Verein wechselte er zur Saison 2025/26 zu Regionalligist ASK Voitsberg.

## Erfolge
- Bester Torhüter der 2. Liga: 2020